# Briggitte Bozzo
Briggitte Marina Bozzo Arcila (Maracay, Aragua, 19 de agosto de 2001) es una actriz y modelo venezolana. Bozzo inició su carrera artística como actriz infantil en series y telenovelas para Telemundo y Televisa. Aunque su mayor éxito en televisión lo alcanzó con su personaje la telenovela estadounidense Silvana sin lana en 2016, en la cual interpretó a «Lupita». Entre otros personajes más notables en televisión fue en Corazón valiente en 2012, en donde interpretó a la hija del actor José Luis Reséndez.En el 2018 salió Like la Leyenda, donde su personaje es Kathy Alonso, enemigo de una de las protagonistas Machu (interpretada por Macarena García) 

## Vida personal
Bozzo nació en Maracay, Aragua, Venezuela, aunque a muy temprana edad se mudó con sus padres desde Maracay a Miami, lugar en el que se radicó por varios años y con el apoyo de sus padres comenzó su carrera como actriz. Actualmente reside en México. En el 2020, la actriz confirmó padecer de escoliosis, lo cual la obligó a someterse a una operación de reducción de senos.

## Trayectoria
| Año  | Título           | Personaje | Notas           |
| ---- | ---------------- | --------- | --------------- |
| 2016 | No manches Frida | Marifer   | Papel debut     |
| 2022 | La Mejor Navidad | Samantha  | Lifetime Movies |

| Año       | Título                        | Personaje                           | Notas                                                                                 |
| --------- | ----------------------------- | ----------------------------------- | ------------------------------------------------------------------------------------- |
| 2005      | Rebelde (telenovela)          | Niña                                | Varios episodios                                                                      |
| 2011      | Amar de nuevo                 | Flor                                |                                                                                       |
| 2012      | Abismo de pasión              | Elisa Castañón (niña)               | 13 episodios                                                                          |
| 2012-2013 | Corazón valiente              | Génesis Arroyo                      |                                                                                       |
| 2013-2014 | Quiero amarte                 | Valeria Espinoza Serrano            |                                                                                       |
| 2013-2018 | La rosa de Guadalupe          | Varios personajes                   |                                                                                       |
| 2014      | Señora Acero                  | Patricia Flores                     | Recurrente; 12 episodios (temporada 1)                                                |
| 2014-2018 | Como dice el dicho            | Varios personajes                   | 5 episodios                                                                           |
| 2016-2017 | Silvana sin lana              | María Guadalupe «Lupita» Villaseñor |                                                                                       |
| 2017      | El vuelo de la victoria       | Ángela                              |                                                                                       |
| 2017-2018 | Papá a toda madre             | Juana Cruz                          | Episodios: «Logatoys al borde de la quiebra» y «Renée se encuentra con Noel Carbajal» |
| 2018      | Like                          | Kathy Alonso                        |                                                                                       |
| 2022      | La Mejor Navidad              | Samantha                            |                                                                                       |
| 2023      | Las Estrellas Bailan En Hoy   | Concursante                         | 4.º lugar                                                                             |
| 2024      | La casa de los famosos México | Concursante                         | 5.ª finalista                                                                         |

### Teatro
- Bullying. No te calles, el silencio mata (2014)
- El Anillo Mágico (2019)
- La Sra. Presidenta (2024)

## Premios y nominaciones
| Año  | Premio                    | Categoría          | Trabajo          | Resultado |
| ---- | ------------------------- | ------------------ | ---------------- | --------- |
| 2012 | Premios People en Español | Revelación del año | Corazón valiente | Nominada  |
| 2024 | Premios Kid Choice Awards | Actriz Favorita    |                  | Ganadora  |
| 2024 | Socialiteen Awards        | Instacrush del año |                  | Ganadora  |